# غليسون سانتوس
غليسون سانتوس (بالبرتغالية: Gleison Pinto dos Santos‏) هو لاعب كرة قدم برازيلي في مركزي قلب الدفاع والدفاع، ولد في 18 أغسطس 1981 في فيتوريا في البرازيل. لعب مع أتالانتا ونادي جنوى ونادي ريجينا ونادي زانثي ونادي فاسكو دا غاما ونادي مونزا.